# داریو پولورینی
داریو پولورینی (انگلیسی: Dario Polverini؛ زادهٔ ۶ آوریل ۱۹۸۷) بازیکن فوتبال اهل ایتالیا است.
از باشگاه‌هایی که در آن بازی کرده‌است می‌توان به باشگاه فوتبال آ.اس. رم، باشگاه فوتبال پیزا، و باشگاه فوتبال ارورا پرو پاتریا ۱۹۱۹ اشاره کرد.